# Brockman River (Avon River)
Der Brockman River ist ein Fluss im Südwesten des australischen Bundesstaates Western Australia.

## Geografie
Der Fluss entspringt nördlich der Bindoon Hills in der Wheatbelt-Region und fließt nach Süden. Er unterquert den Great Northern Highway bei der Ausfahrt nach Bindoon und Moora und folgt dem Highway nach Süden. Er fließt durch die Stadt Bindoon sowie den Lake Needoonga und den Lake Chittering. Dann unterquert er den Highway erneut nach Osten, fließt an der Kleinstadt Chittering vorbei und mündet schließlich nördlich des Walyunga-Nationalparks in den Avon River. 
Der Brockman River hat den größten Einzugsbereich im Gebiet des Unterlaufs des Avon River und des Oberlaufs des Swan River. Die natürliche Umgebung des Flusses wurde durch Abholzung der ursprünglichen Vegetation zerstört, was zu Erosion und Versalzung führte.

### Nebenflüsse mit Mündungshöhen
- Longbridge Gully – 155 m
- Wootra Brook – 151 m
- Spice Brook – 130 m
- Marbling Brook – 92 m
- Marda Brook – 66 m[1]

## Geschichte
Der erste Europäer, der den Fluss entdeckte, war der Landvermesser Francis Thomas Gregory, der den Fluss 1853 nach William Locke Brockman, einem Siedler in der Gegend mit großem Landbesitz und Delegierten des Western Australia Legislative Council, benannte.